# Mitsubishi X-2
Die Mitsubishi X-2, zuvor als ATD-X bezeichnet, ist ein Technologie-Demonstrator der japanischen Mitsubishi Heavy Industries und soll gegebenenfalls die Grundlage für einen Tarnkappen-Luftüberlegenheitsjäger (F-3) schaffen. ATD-X ist ein Akronym und steht für Advanced Technology Demonstrator – eXperimental. Inoffiziell wird die X-2 in Japan auch Shinshin (jap. 心神, dt. etwa Geist des Herzens) genannt.

## Entwicklung
Die Entwicklung der X-2 begann, als sich Japan auf die Suche nach einem Ersatz für die alternden F-15J machte. Genau wie in den USA wollte das Land die F-15 nun durch die F-22 Raptor ersetzen. Der Erwerb der F-22 scheiterte allerdings am Veto des US-Kongresses, der bereits früher Einspruch gegen die Weitergabe von militärischer Hochtechnologie erhoben hatte. Nachdem auch der Lizenzbau einer abgespeckten F-22J abgelehnt worden war, begann Japan mit der eigenen Entwicklung eines neuen Luftüberlegenheitsjägers der fünften Generation.
Bereits in einem frühen Entwicklungsstadium wurden 2005 mit einem ersten vollmaßstäblichen Mock-up RCS-bezogene Untersuchungen in Frankreich durchgeführt. Trotz der massiven Kürzungen von Finanzmitteln im Haushalt 2008 durch das Verteidigungsministerium wurde die Entwicklung weitergeführt. Das Rollout fand am 8. Mai 2014 statt, der Erstflug verzögerte sich aufgrund von Softwareproblemen der Triebwerkssteuerung bis 2016. Am 22. April 2016 hob die X-2 schließlich in Komaki ab. Im April 2018 wurde bestätigt, dass das Flugprogramm nach 34 Flügen abgeschlossen sei, wobei bei Bedarf jederzeit weitere Testflüge durchgeführt werden könnten. Das Programm hatte ursprünglich 50 Flüge umfassen sollen.

## Nutzung
Das Modell sollte zunächst nur der Erforschung der Stealth-Technik dienen. Ob das X-2-Programm zu einem F-3-Serienproduktions-Jagdflugzeug, das ab 2027 hergestellt werden würde, führen wird, oder ob aus Kostengründen ausländische Flugzeuge bestellt werden, wollte das Verteidigungsministerium ursprünglich bis Sommer 2018 entscheiden. Im November 2017 behauptete Reuters unter Berufung auf Beteiligte, dass sich das Verteidigungsministerium diesbezüglich nicht einigen könne und die Entscheidung deshalb womöglich verschoben werde. Im März 2018 berichtete die Asahi Shimbun ebenfalls unter Berufung auf Beteiligte, dass das Verteidigungsministerium entschieden habe, dass das X-2-Programm aufgrund finanzieller und technischer Risiken nicht zu einem Serienflugzeug führen werde und stattdessen US-amerikanische Flugzeuge gekauft werden würden, u. a. auch weitere Lockheed Martin F-35. Im April 2018 berichtete Reuters, dass Lockheed Martin dem japanischen Verteidigungsministerium vorgeschlagen habe, für deren Gebrauch ein Modell basierend auf der F-22 und F-35 zu entwickeln.

## Konstruktion
Auch wenn die meisten Details unbekannt sind, so weist die Konstruktion viele Merkmale eines Kampfjets der fünften Generation auf. Es bestehen viele konstruktive Übereinstimmungen mit der F-22. Die X-2 verfügt über eine 3D-Schubvektorsteuerung, was aber wahrscheinlich eine Einschränkung der Stealtheigenschaften zur Folge hat. Als Triebwerk kommt ein XF5-Mantelstromtriebwerk – eine Weiterentwicklung des IHI-17-Prototyps – zum Einsatz. Seine Leistung liegt bei einem Schub-Gewicht-Verhältnis von etwa 8:1 im Bereich um 49 kN.

## Technische Daten

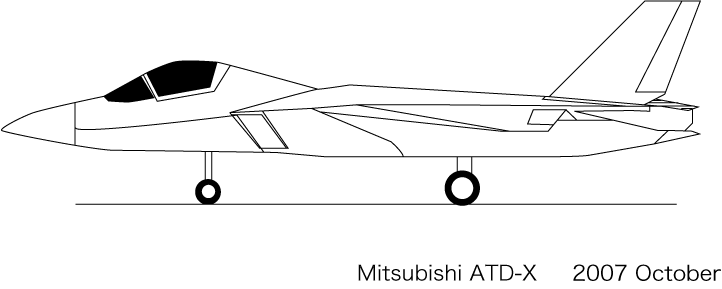
Mitsubishi X-2

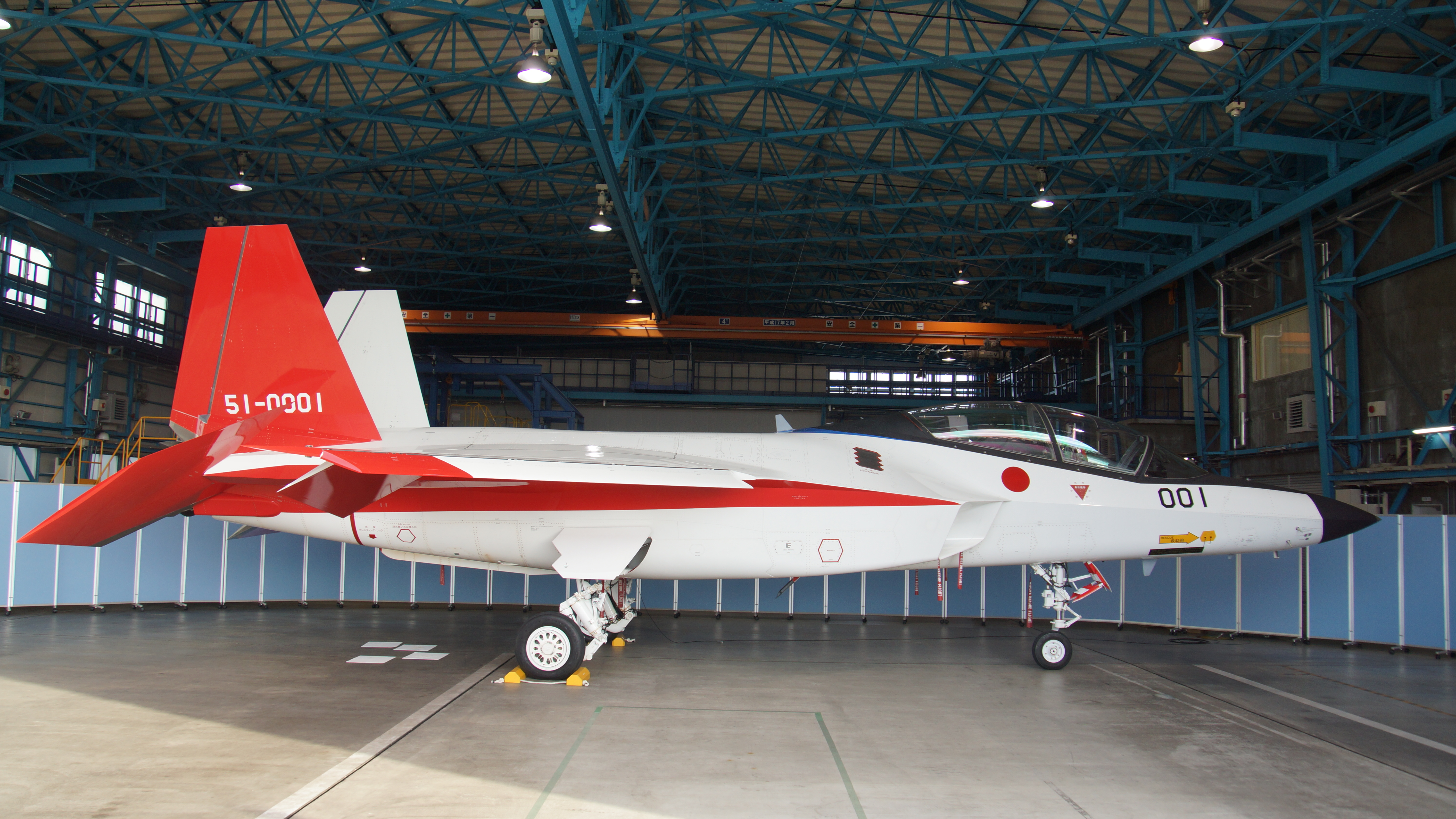
Seitenansicht

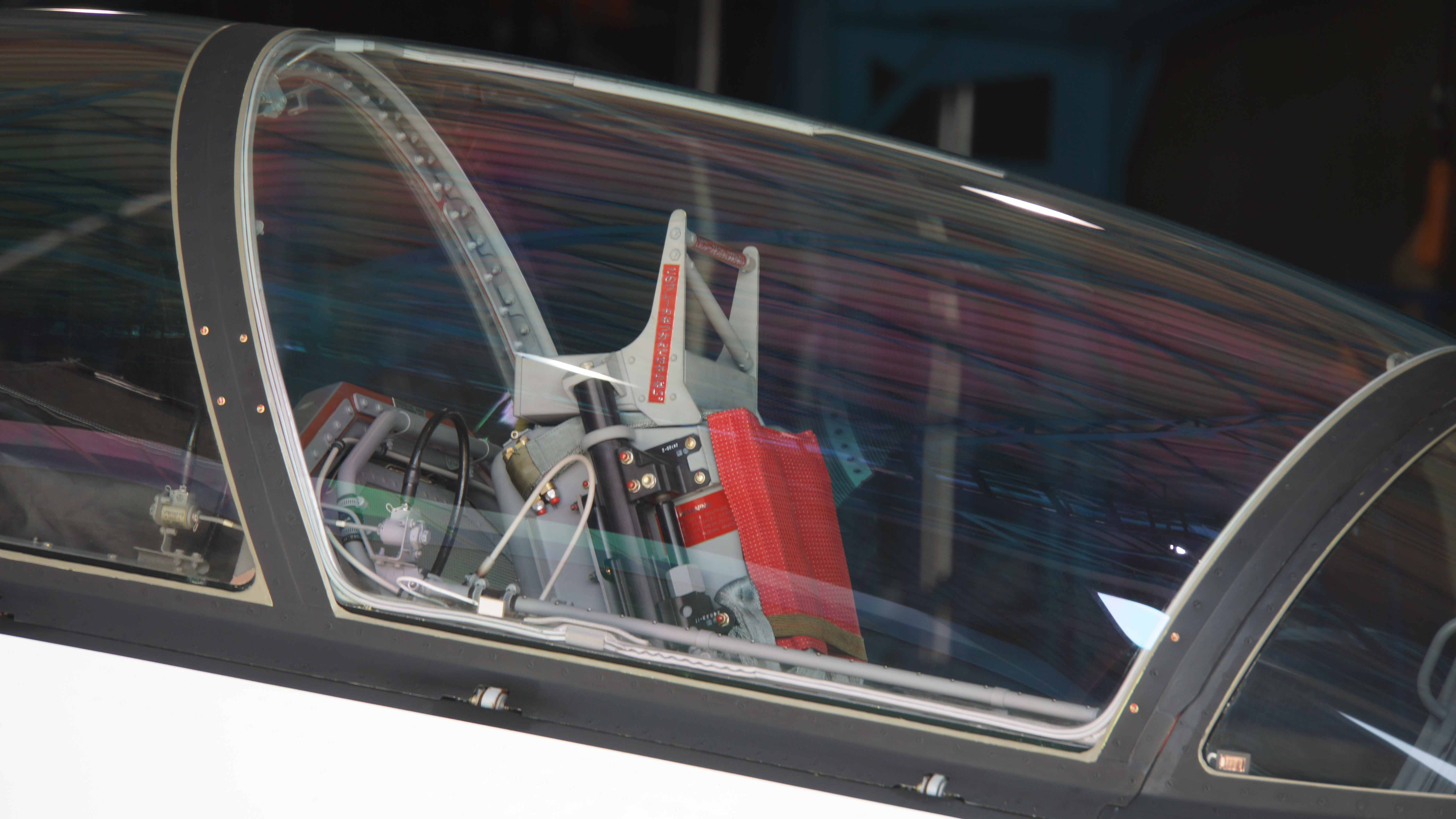
Cockpit

| Kenngröße                | Daten                                |
| ------------------------ | ------------------------------------ |
| Besatzung                | 1 Pilot                              |
| Länge                    | 14,174 m                             |
| Spannweite               | 9,099 m                              |
| Höhe                     | 4,514 m                              |
| Flügelfläche             | 30,86 m²                             |
| Flügelstreckung          | 2,7                                  |
| Leermasse                | 9.700 kg                             |
| max. Startmasse          | 13.000 kg                            |
| Triebwerk                | zwei IHI-XF5-Turbofans               |
| Schubkraft               | 2 × 49,03 kN                         |
| Höchstgeschwindigkeit    | Mach 2,25 (Mach 1,82 im Supercruise) |
| größte Reichweite        | 2.900 km                             |
| Überführungsreichweite   | 3.200 km                             |
| Schub-Gewicht-Verhältnis | 7,8:1                                |